# 怪獣倶楽部〜空想特撮青春記〜
『怪獣倶楽部〜空想特撮青春記〜』（かいじゅうくらぶ くうそうとくさつせいしゅんき）は、2017年6月に深夜ドラマ枠「ドラマイズム」の作品として毎日放送の制作により、TBSほか同系列の一部で放送された、連続テレビドラマ。全4話。

## 概要
1970年代、「ウルトラシリーズ」に代表される特撮テレビ番組や映画が、一般的には「子供向け番組」と見なされ「大人の見るものではない」という感覚が支配的だった時代を舞台に、それでも特撮に魅せられてしまった青年たちが集い、怪獣や宇宙人について熱く語りながら友情や恋なども交えつつ、特撮ファンジン（後年でいう同人誌）『怪獣倶楽部』を作っていく過程を描く。
本作に登場する、後年でいう同人サークルの先祖的団体「怪獣倶楽部」は、作家・竹内博が設立した実在同名の特撮研究団体に想を採っているが、基本的にはフィクション的要素が多めで登場人物たちも全員架空の人物である。ただし、「あの頃のどこかにきっと居た怪獣マニア」たちの性格や行動をコミカルにではあるが再現しようと努めている。
劇中ではウルトラシリーズの制作会社である円谷プロの協力を受け、各話で同シリーズの代表的な2作品『ウルトラマン』と『ウルトラセブン』より2エピソードづつ選ばれて題材に採り上げられる。宇宙人（メトロン星人など）や怪獣（ゼットン）が、「登場人物が見た番組のイメージショット」という形で登場する。

## 登場人物・キャスト

### 怪獣倶楽部
リョウタ - 本郷奏多
22歳。大学生。恋人がいるが倶楽部には内緒にしている。
アニメ・特撮だけでなく時代劇やバラエティ番組まで幅広い守備範囲を持つフリー編集者、ライターの中島紳介がモデル。自宅表札から苗字が中島であることが判明している。
カツオ - 横浜流星
17歳。倶楽部唯一の高校生。
特殊メイクアーティスト、映画監督、特技監督の原口智生をモデルとしたキャラクター。
シンゴ - 矢野聖人
22歳。大学生。倶楽部一の勉強家。
モデルはアニメ・特撮研究家として精力的な活動を行う氷川竜介。
ユウスケ - 加藤諒
24歳。芸大生。スケッチ担当。
モデルは怪獣絵師の異名をとる 開田裕治。
ニシ - 山口翔悟
33歳。サラリーマン。まとめ役。
モデルは竹内博とともに特撮サントラの選曲および構成を数多く手掛けた西脇博光。
ジョー - 柄本時生
33歳。雑誌ライター。倶楽部No.2。
モデルはMSVを企画したガンプラブームの火付け役であり、プラモ狂四郎の原作者クラフト団のひとりとしても知られる 安井尚志。既存のコンテンツを様々なアイデアで拡張するプロデュース力に長け、アンドロメロス（ウルトラシリーズの外伝的作品）の企画など様々な企画開発に携わった人物。
キャップ - 塚地武雅
年齢不詳。怪獣倶楽部の創設者兼編集長。たけうち荘というアパートに住んでいる。
モデルは実在の「怪獣倶楽部」主宰者であり特撮映画研究の第一人者 竹内博。奇しくも最終回が放送される6月27日は竹内の命日で、2017年は七回忌にあたる。

### その他
マスター - 小松利昌
喫茶店『喫茶ツネ』マスター。
ウエイトレス - あの
喫茶店ウェイトレス。
ユリコ - 馬場ふみか
22歳。大学生。リョウタの恋人。フルネームは菱田ユリコ。
サトル - 今川碧海
リョウタの弟。特撮に関心がない。
ナレーション - 加門良

### ゲスト
- リョウタの母 - 宮崎智栄子(1話)
- 女性記者 - 田山由起(2話)
- ユリコの兄 - 中村太郎(3話)
- 古本屋店員 - 大原研二(3話)
- ユリコの母 - ひし美ゆり子[注 1](4話)

### ゲスト怪獣
- 幻覚宇宙人 メトロン星人（創刊号）
- 分身宇宙人 ガッツ星人（第2号）
- 宇宙恐竜 ゼットン（第3号）
- 幽霊怪人 ゴース星人（最終号）
- 宇宙忍者 バルタン星人（最終号）

## 使用作品テーマ
創刊号
- ウルトラセブン 第8話「狙われた街」

第2号
- ウルトラセブン 第39・40話「セブン暗殺計画 前・後編」

第3号
- ウルトラマン 第39話「さらばウルトラマン」

最終号
- ウルトラセブン 第48・49話「史上最大の侵略 前・後編」

## スタッフ
- 企画・構成・脚本協力 - 酒井健作
- 企画・プロデュース - 松本桂子
- 監督 - 住田崇、青山貴洋
- 脚本 - 吹原幸太、冨坂友
- 演出 - 住田崇
- 音楽 - NAOTO
- 撮影 - 矢崎勝人
- 主題歌 - 佐々木李子「Recollections」（ビクターエンタテインメント）
- エンディングテーマ - トラフィックライト。「GEEKDOM」（ビクターエンタテインメント）
- 企画協力 - 円谷プロダクション
- 取材協力 - 怪獣倶楽部（開田裕治、中島紳介、西脇博光、原口智生、氷川竜介...）、飯島敏宏（第2話）
- ロゴ・イラスト - ニイルセン
- 制作協力 - ドリマックス・テレビジョン
- 製作・著作 - 毎日放送

## 放送日程
| 各話   | 放送日   | 放送日  | サブタイトル       | 脚本     | 演出     |
| 各話   | 毎日放送 | TBS     | サブタイトル       | 脚本     | 演出     |
| ------ | -------- | ------- | ------------------ | -------- | -------- |
| 創刊号 | 6月05日  | 6月07日 | 狙われた街         | 吹原幸太 | 住田崇   |
| 第2号  | 6月12日  | 6月14日 | セブン暗殺計画     | 冨坂友   | 青山貴洋 |
| 第3号  | 6月19日  | 6月21日 | さらばウルトラマン | 吹原幸太 | 住田崇   |
| 最終号 | 6月26日  | 6月28日 | 史上最大の侵略     | 吹原幸太 | 青山貴洋 |

### 別冊付録
公式twitterで各話配信のエピローグに当たる短編映像。出演はマスターとウエイトレス。
| 話数 | サブタイトル | 配信日        |
| ---- | ------------ | ------------- |
| 1    | 別冊付録1    | 2017年 6月6日 |
| 2    | 別冊付録2    | 6月13日       |
| 3    | 別冊付録3    | 6月20日       |

## 放送局
| 放送期間               | 放送日時                     | 放送局    | 放送対象地域 | 備考   |
| ---------------------- | ---------------------------- | --------- | ------------ | ------ |
| 2017年6月5日 - 6月26日 | 月曜 0:50 - 1:20（日曜深夜） | 毎日放送  | 近畿広域圏   | 製作局 |
| 2017年6月7日 - 6月28日 | 水曜 1:28 - 1:58（火曜深夜） | TBSテレビ | 関東広域圏   |        |
| 2017年6月13日 - 7月4日 | 火曜 1:01 - 1:31（月曜深夜） | 長崎放送  | 長崎県       |        |

## 実在の怪獣倶楽部
- 1975年に竹内博の呼びかけで結成された怪獣映画研究の同人団体および会誌名。文通ベースから発足した同人「宙（おおぞら）」が円谷プロで会合を開催したのが前身母体。本格的研究を志向し、客観的材料に基づき研究、評論をベースとしていた。後に特撮やアニメに関わる多数の人物を輩出している[4]。
- 製作された会誌は会員のみに配布され、それ以外には特撮関係者などに献本されたのみであった[5]。
- 怪獣倶楽部 創刊号「特集・東宝特撮映画」

1975年4月6日発行（第一巻第一号）。本文18p。編集：酒井敏夫、印刷：安井ひさし、表紙構成：米谷佳晃。
主な執筆者 - 徳木吉春、平田実、西脇博光、酒井敏夫、池田憲章、竹内博
- 怪獣倶楽部 第二号 初夏特別増大号「特集・東映エンタテインメントの世界」

1975年6月8日発行。全44p。怪獣ピンナップ：開田裕治、表紙構成：米谷佳晃。
主な執筆者 - 安井ひさし、平田実、富沢雅彦、金田益実、中島紳介、中谷達也(のちの氷川竜介)、西脇ひろみつ、徳木吉春、稲積慎吾、池田憲章、竹内博
- 怪獣倶楽部 第三号 燈火親しむ秋の特別増大号「大特集・マイティジャックの世界」

1975年9月7日発行。全72p。表紙構成：米谷佳晃。
主な執筆者 - 平田実、円谷章、徳木吉春、金田益実、安井ひさし、西脇ヒロミツ、竹内博、原口トモオ(のちの原口智生)、中谷達也、米谷佳晃、中島紳介、岩井田雅行、平田実、富沢雅彦、池田憲章
- 怪獣倶楽部/別冊 研究・資料叢書第1巻「G作品 繪コンテ」祝・ゴジラ誕生21周年記念

1975年11月30日発行。全46p。構成・編集：酒井敏夫、表紙レンタリング：米谷佳晃。
主な執筆者 - 森岩雄、池田憲章、竹内博
- 怪獣倶楽部 第四号 特別増大号パート2「特集・ガメラVS大魔神」

1975年12月7日発行。全78p。怪獣ピンナップ：開田裕治、表紙構成：米谷佳晃。
主な執筆者 - 徳木吉春、金田益実、西脇博光、平田実、三隅研次、開田裕治、原口トモオ、中島紳介、池田憲章、富沢雅彦、安井ひさし。
- 怪獣倶楽部 第五号「ウルトラQ十周年総特集」

1976年12月12日発行（第二巻第一号）。全90p。編集：竹内博、編集スタッフ：池田憲章、原口トモオ、平田実、表紙カラーイラスト：米谷佳晃。
主な執筆者 - 熊谷健、原口トモオ、安井尚志、西脇博光、中島紳介、富沢雅彦、金田益実、岩井田雅行、池田憲章
- 怪獣倶楽部 第五号別冊附録「エンサイクロペディア・ウルQニカ」

全30p。ピンナップ：開田裕治
主な執筆者 - 竹内博、徳木吉春
- 怪獣倶楽部 第六号「特集・空の大怪獣ラドン」

未刊行。

## 備考
- ドラマの元ネタとなったのは、株式会社まんだらけの発行するカタログ誌まんだらけZENBUに連載中の中島紳介『PUFFと怪獣倶楽部の時代』。まだ連載中のため単行本化はされていないが、同人誌即売会「資料性博覧会09」でのトークイベントに合わせて会場限定で発行した冊子『PUFFと怪獣倶楽部の時代 第一部』（限定200部）が存在する。
- 第1話の「テレビの録音に母親の声が入っていた」エピソードは氷川竜介による実話[4]。
- 第2話の「映画館でカメラでスクリーン撮り」は氷川竜介による実話で、その時に中学生の原口智生に出会ったという[6]。実際の倶楽部でもガッツ星人のスローモーションしゃべりのモノマネが流行っていた[7]。
- 第3話にあった、古書価格が高騰したのはキネマ旬報『世界SF映画大鑑』と『世界怪物怪獣大全集』であったという[8]。実在の倶楽部でもゼットン回では「ゾーフィがゼットンをあやつる」が話題になったという[9]。氷川竜介は実際の会合でも週刊少年マガジンの切り抜きを持ち込んでおり、竹内博から「初出誌名と年月日が書いてないのは資料と呼べないね。赤ペンで書くこと」と指摘されたという[10]。
- ヒロインの菱田ユリコの名前は第４話に登場するユリコの母役の、ひし美ゆり子にちなんだものと思われる。